# Pierre Bellon
Pierre Bellon (24 de janeiro de 1930 - 31 de janeiro de 2022) foi um empresário bilionário francês, fundador da Sodexo, uma empresa multinacional de gestão de instalações e serviços de alimentação. 

## Carreira
Bellon ingressou na Société d'exploitations hôtelières, aériennes, maritimes et terrestres em 1958. Começou como assistente administrativo e ascendeu até se tornar CEO da empresa.
Em 1966 fundou a Sodexho SA (renomeada Sodexo em 2008). A Sodexo fornece uma variedade de serviços auxiliares a milhares de instituições, incluindo escolas, hospitais, centros de aposentadoria, escritórios corporativos e governamentais, militares, instalações recreativas e instituições correcionais. A Sodexo é uma empresa de capital aberto nas bolsas de valores de Nova Iorque e Paris. Bellon deixou o cargo de presidente-executivo do grupo Sodexo em 2005, mas continuou como presidente da empresa até janeiro de 2016, quando sua filha Sophie Bellon o sucedeu como presidente.
Sua autobiografia é intitulada Je me suis bien amusé. Sodexho raconte....
Pierre Bellon obteve um título da HEC Paris.